# オマル・ガーベル
オマル・マフムード・ガーベル（アラビア語: عمر محمود جابر, ラテン文字表記: Omar Mahmoud Gaber、1992年1月30日-）は、エジプト・カイロ出身のサッカー選手。エジプト・プレミアリーグ・アル・ザマレク所属。エジプト代表。日本語メディアではオマール・ガバル、オマル・ガベルなどと表記されることがある。

## 経歴
2011 FIFA U-20ワールドカップでは、グリープリーグでの対ブラジル戦でゴールを決めている。
2012年のロンドン五輪にも出場した。
2016年5月10日、エジプト・プレミアリーグのアル・ザマレクからスーパーリーグのFCバーゼルに2016-17シーズンより4年契約で加入することが発表された。

## 代表歴

### 出場大会
- エジプト代表
  - 2018 FIFAワールドカップ

### 試合数
- 国際Aマッチ 38試合 1得点（2011年-2022年）[7]

| エジプト代表 | 国際Aマッチ | 国際Aマッチ |
| 年           | 出場        | 得点        |
| ------------ | ----------- | ----------- |
| 2011         | 2           | 0           |
| 2012         | 1           | 0           |
| 2013         | 6           | 0           |
| 2014         | 2           | 0           |
| 2015         | 3           | 0           |
| 2016         | 6           | 0           |
| 2017         | 1           | 0           |
| 2018         | 3           | 0           |
| 2019         | 5           | 1           |
| 2020         | 0           | 0           |
| 2021         | 3           | 0           |
| 2022         | 7           | 0           |
| 通算         | 38          | 1           |

## タイトル
ザマレク
- エジプト・プレミアリーグ : 2014-15
- エジプト・カップ : 2012-13, 2013-14, 2014-15

バーゼル
- スイス・スーパーリーグ : 2016-17
- スイス・カップ : 2016-17[8]